# Wilhelminalaan 6
Wilhelminalaan 6 is een gemeentelijk monument in de gemeente Soest in de provincie Utrecht.
De stadse villa werd in 1909 gebouwd naar een ontwerp van de Soester architect G. Sukkel jr. voor de onderwijzer P.G. de Munck. Sukkel was ook de bouwer van de panden ernaast, Wilhelminalaan 2 en Wilhelminalaan 4.
Het overstekende zadeldak is afgewolfd. De serre tegen de linkergevel heeft een schilddak dat doorloopt in het dak van het hoofdgebouw. Aan de rechterzijde is een inpandig portiek.